# Branford Center, Connecticut
Branford Center är en ort (CDP) i New Haven County, i delstaten Connecticut, USA. Enligt United States Census Bureau har orten en folkmängd på 5 819 invånare (2010) och en landarea på 4,9 km².